# L'ultima eclissi
L'ultima eclissi (Dolores Claiborne) è un film del 1995 diretto da Taylor Hackford e tratto dal romanzo di Stephen King Dolores Claiborne (1993). Il film ha fornito anche l'ispirazione per la canzone di Jamie O'Neal There Is No Arizona, titolo riferito alla citazione saliente del finale.

## Trama
1995. In una fredda isola al largo delle coste del Maine, Dolores Claiborne, domestica dell’anziana Vera Donovan, è sospettata di aver ucciso la sua datrice di lavoro gettandola dalle scale. Il caso è seguito dal detective John Mackey, che in passato indagò sulla misteriosa morte di Joe St. George, marito di Dolores, avvenuta nel 1975; anche in questo caso l’unica indiziata fu Dolores, che tuttavia non venne incriminata per insufficienza di prove. Mackey, convinto della colpevolezza di Dolores, è ora determinato a inchiodare la donna per la morte di Vera, mentre Dolores, apparentemente indifferente all’intera vicenda, si limita ad affermare che Vera si sia in realtà suicidata. Sull’isola arriva anche Selena, figlia di Dolores e affermata giornalista, per dare supporto alla madre; Selena, tuttavia, sembra condividere i sospetti di Mackey sulla morte di Joe ed è fredda e distante verso Dolores. I rapporti tra madre e figlia sono complicati dal fatto che Selena stessa non ricorda quanto accaduto vent’anni prima, e il ritorno sull’isola fa affiorare in lei traumi e tensioni. La narrazione, a questo punto, si divide in due segmenti: nel presente, Selena e Dolores si preparano all’udienza preliminare che Dolores dovrà sostenere da lì a pochi giorni, mentre parallelamente, attraverso i ricordi dei vari personaggi, vengono ripercorsi gli eventi che portarono alla morte di Joe St. George.
Nel 1975, Dolores viene assunta come cameriera dei coniugi Donovan. Alle vessazioni della spocchiosa Vera, che tormenta costantemente Dolores con ordini e regole al limite dell’assurdo, si sommano le angherie che Dolores subisce per mano di Joe, violento e alcolizzato. Quando Joe arriva a picchiarla, Dolores si ribella e minaccia di ucciderlo; Selena, all’epoca tredicenne, assiste solo ad una parte del litigio e fraintende la situazione, credendo che sia stata Dolores ad aggredire Joe. Quell'inverno il signor Donovan muore in un incidente stradale e Vera decide di stabilirsi definitivamente lì. Le tensioni in famiglia per Dolores aumentano negli anni a venire, finché, nel giorno di una spettacolare eclissi solare, Joe viene trovato morto in un pozzo abbandonato. Mackey, chiamato ad indagare, si convince che Dolores abbia approfittato dell’eclissi per uccidere Joe senza destare sospetti, e interroga la donna, che ribadisce con decisione la propria innocenza.
Nel presente, Mackey scopre che Dolores era stata nominata da Vera sua unica erede con un testamento redatto otto anni prima; Dolores, quindi, aveva un movente. Dolores sostiene di non sapere nulla del testamento, ma a questo punto i sospetti sembrano tramutarsi in certezza; anche Selena non sembra più disposta a credere alla madre e decide di andarsene prima dell’udienza. Consapevole della gravità della situazione e ormai rassegnata, Dolores si prepara ad affrontare l’udienza e registra per Selena un messaggio in cui le racconta la verità su quanto accadde nel 1975.
Nel passato, Dolores scopre che Joe ha iniziato ad abusare di Selena e ha rubato il denaro che lei aveva risparmiato per la figlia. In un momento di debolezza, Dolores si confida con Vera e la confessione crea un inaspettato legame tra le due donne: Vera le suggerisce di uccidere il marito, per il bene di Selena, esattamente come aveva fatto lei anni prima inscenando un incidente, e le consiglia di approfittare dell’eclissi, che le fornirà la copertura ideale. Il giorno dell’eclissi, Dolores fa ubriacare Joe e lo attira fino al pozzo abbandonato, dove l’uomo precipita e muore. Mackey non riesce a trovare nessuna prova contro Dolores, ma rimarrà sempre convinto della sua colpevolezza. Dolores, ora legata a Vera dal segreto e dalla gratitudine per averla aiutata a trovare la forza di salvare Selena, resta al suo servizio per i vent’anni successivi, finché Vera, ormai anziana e invalida, sceglie di togliersi la vita gettandosi da una scala. In punto di morte, Vera supplica Dolores di darle il colpo di grazia. Dolores viene poi sorpresa al suo fianco con un mattarello in mano, venendo perciò accusata di omicidio.
Selena, dopo aver ascoltato la confessione di Dolores, ricorda gli abusi commessi da Joe e si rende conto che Dolores ha fatto tutto solo per lei. All’udienza, Selena difende la madre e riesce a mettere in dubbio le prove raccolte da Mackey; quest’ultimo, che in realtà era intenzionato a incriminare Dolores solo per vendicarsi dello smacco subito vent’anni prima, è costretto a lasciar cadere le accuse. Il caso è chiuso e Selena e Dolores si salutano, questa volta serenamente, con la promessa di rivedersi.

## Riconoscimenti
- Tokyo International Film Festival 1995: premio per la migliore attrice non protagonista (Ellen Muth)